# みかぐらうた

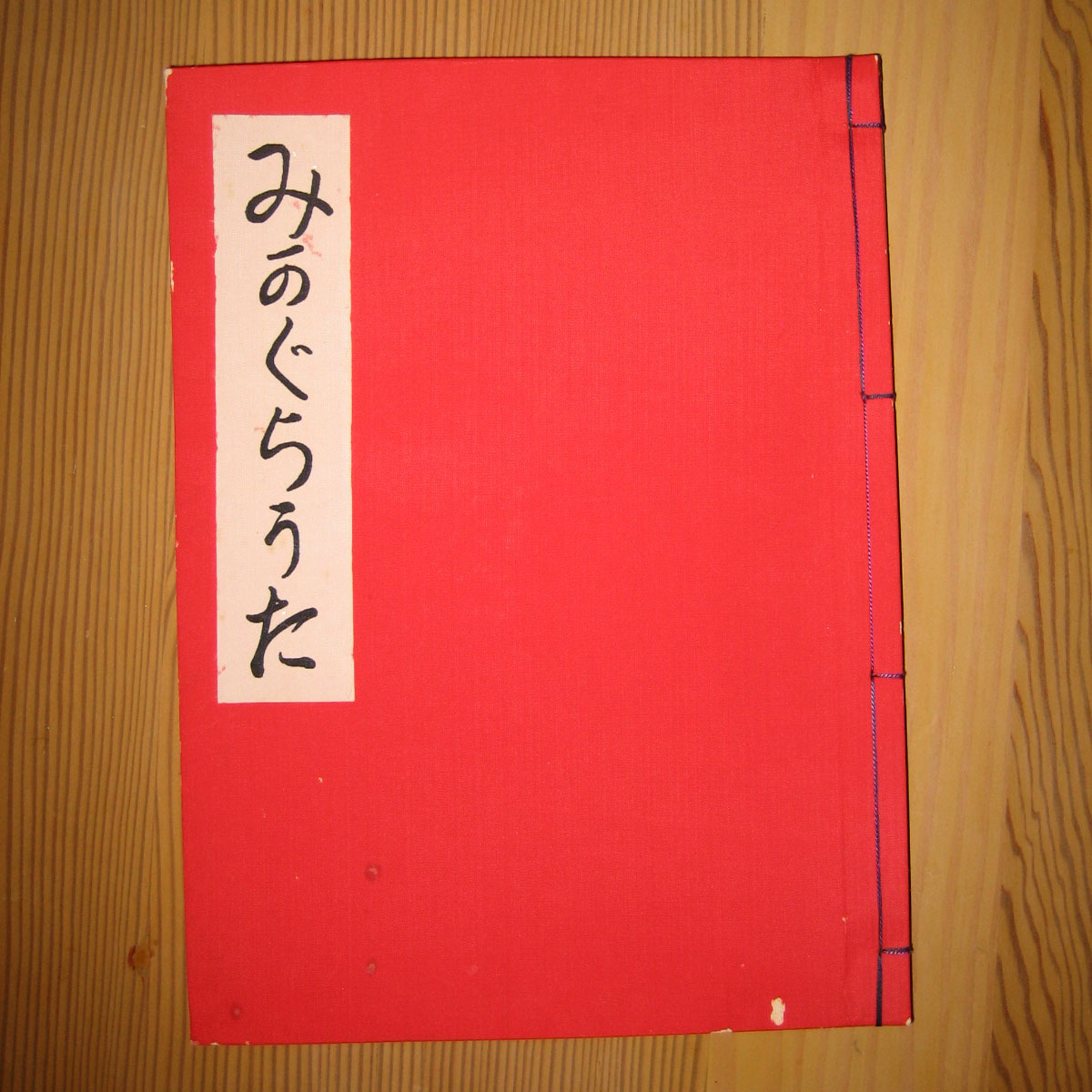
みかぐらうた

みかぐらうた（御神楽歌）は、天理教の聖典のひとつ。または天理教の儀式で、おつとめの地歌である。

## 概要
天理教の儀式、おつとめで行われる「かぐらづとめ」・「てをどり」の地歌の書き物のことを指し、天理教の原典の一つである。一般には「よろづたすけのつとめ」といわれる地歌のことを指し、1〜12下り目まである。

## 歴史
天理教の教祖・中山みきは、1866年（慶応2年） から、つとめの地歌であるみかぐらづとめを信仰者に教えはじめた。同年の秋には「あしきをはらひ たすけたまへてんりわうのみこと」の第一節を、「ちよいとはなし」の第二節を1870年（明治3年）に、「あしきはらひ たすけたまへ いちれつすますかんろだい」の第三節は1875年（明治8年）、「よろづよ八首」を1870年（明治3年）に、「十二下り」は1867年（慶応3年）の正月から8月にかけて教えて成立をみている。
教義原典としては、広い意味では「おふでさき」であると考えられているが、みかぐらうたも教祖の筆で書かれたものであり、つとめの地歌として重要な要素を持っているとされる。「つとめ」では鳴物の音律にあわして一定の手振りや足の動きなどで「おてふり」を行い、この地歌を歌うことには基本的な信仰の心得が集約的にうたいこまれていると教えられている。
みかぐらうたは覚えやすい仮名遣いで親しみやすく、陽気な雰囲気で歌うことができ、なおかつそこから教理を学べるとされる。特に有名なのは「これは理の歌や。理に合わせて踊るのやで。ただ踊るのではない。理を振るのや。」 と諭している。みかぐらうたは信仰者にとってもっとも身近な教理である。